# مغز کرمو (قطعه بی‌کلام)
«مغز کرمو» (انگلیسی: Maggot Brain) یک قطعهٔ بی‌کلام از گروه موسیقی آمریکایی فانکدلیک است که سال ۱۹۷۱ در آلبومی به همین نام منتشر شد. نسخهٔ اصلی این قطعه بیش از ده دقیقه زمان دارد و شامل یک مقدمهٔ گفتاری کوتاه و یک بداهه‌نوازی سولو طولانی گیتار از ادی هیزل است.
منتقد موسیقی، گرِگ تِیت، جایگاه این اثر را معادل آلبوم عشقی متعالی (A Love Supreme) از جان کولترین  دانسته است.
مجلهٔ رولینگ استون نیز این آهنگ را در رتبهٔ ۶۰ از فهرست «۱۰۰ قطعهٔ برتر گیتار در تمام دوران‌ها» جای داده است.